# ماجد النجمي
ماجد النجمي (1945-2015) هو سياسي فلسطيني. من مواليد مدينة حيفا و هٌجر مع أسرته في عام النكبه الى لبنان، واستقر وعاش في مخيم تل الزعتر. درس المرحلة الاساسية في بيروت ومن ثم التحق بجامعة بيروت العربية وعين مساعداً لقائد قوات الأمن الوطني في المحافظات الشمالية. وهو من المؤسيين لحركة فتح، باسم مستعار راجي النجمي.

## سيرته المهنية
عمل ماجد محمد توفيق النجمي بالعمل التنظيمي وكان عضواً في لجنة إقليم لبنان، ومسؤولاً عن أمن الإقليم في حركة فتح، عين بعدها عضواً في قيادة جهاز الأمن والمعلومات في سبعينيات القرن الماضي و مسؤول العمل الأمني الميداني. في حزيران عام 1967، وصل إلى المقر العلني للحركة في دمشق ليستقبل المتطوعين من الفدائيين، وكلِّف بالعودة إلى لبنان وتنظيم الشباب.
أشرف على التحقيق في اغتيال القادة الثلاثة (أبو يوسف النجار، كمال عدوان، كمال ناصر) عام 1973.
شارك في جميع معارك الثورة دفاعًا عن القرار الوطني المستقل، وغادر لبنان مع قوات منظمة التحرير إلى تونس عام 1982، ثم عاد إلى لبنان عام 1985 بتكليف من ياسر عرفات. اعتقله السوريون من 1986 حتى 1992.
عُيّن عضوًا في المجلس الثوري لحركة فتح عام 1989 أثناء اعتقاله، وبعد الإفراج عنه توجه إلى تونس، ثم استقر في عمّان لتلقي العلاج. عاد إلى فلسطين عام 1996 بتصريح زيارة، وعُيّن مساعدًا لقائد الأمن الوطني في الضفة، ثم مستشارًا أمنيًا ومساعدًا لوزير الداخلية عام 2006 حتى تقاعده عام 2008.
فاز بعضوية المجلس الثوري مجددًا في مؤتمر حركة فتح السادس عام 2009.

## وفاته
توفي ماجد النجمي صباح يوم الثلاثاء 2 يونيو 2015 في مستشفى المطلع بالقدس، إثر مرض عضال، ودُفن في مقبرة بيتونيا برام الله.
نعاه الرئيس محمود عباس و قال: "برحيل النجمي، خسرت فلسطين ابنًا من أبنائها البررة، الذين نذروا أنفسهم من أجل إنجاز حقوقنا الوطنية في الحرية والاستقلال، وإقامة دولتنا المستقلة وعاصمتها القدس الشريف."